# Constel·lació Esportiva
El Constel·lació Esportiva fue un club andorrano de fútbol de la ciudad de Andorra la Vieja.

## Historia
El club comenzó en la liga andorrana el año 1998 y fue el gran dominador de las competiciones del país en 2000, ganando al FC Encamp por 6-0 en la final de la Copa Constitució. También ganó la liga, lo que le permitió al club participar en la edición de la Copa de la UEFA de la temporada 2000-01. En esta competición, el club se enfrentó al Rayo Vallecano, el cual le derrotó por un global de 16-0, con una goleada de 10-0 en el primer partido.
Ese verano, la Federación Andorrana de Fútbol acusó al club de intentar comprar votos de otros equipos de manera irregular y de no querer repartir las ganancias de su participación en la Copa de la UEFA con la liga de fútbol, lo que había requerido el organismo continental, pues en Andorra la competición nacional de ese deporte es amateur. El club fue expulsado de la primera división durante siete años, lo que provocó su desaparición.

## Jugadores destacados
- Richard Imbernón[8]

## Palmarés
- 1 Primera División de Andorra: 2000.
- 1 Copa Constitució: 2000.

## Participación en competiciones internacional

### Copa de la UEFA
| Temporada | Competición     | Ronda        | Rival          | Local | Visita | Agregado |
| --------- | --------------- | ------------ | -------------- | ----- | ------ | -------- |
| 2000–01   | Copa de la UEFA | Ronda previa | Rayo Vallecano | 0–10  | 0–6    | 0–16     |

## Temporadas
| Temporada |                 | Pos. | PJ. | G  | E | P | GF | GC | DG  | Pts | Copa    |
| --------- | --------------- | ---- | --- | -- | - | - | -- | -- | --- | --- | ------- |
| 1998-99   | Primera Divisió | 5    | 22  | 11 | 2 | 9 | 52 | 32 | +20 | 35  | ?       |
| 1999-00   | Primera Divisió | 1    | 12  | 12 | 0 | 0 | 70 | 6  | +64 | 36  | Campeón |